# لادبورو
لادبورو (به انگلیسی: Ludborough) یک روستا و محله مدنی در بریتانیا است که در لیندسی شرقی واقع شده‌است. لادبورو ۱۹۱ نفر جمعیت دارد.